# Blaberus giganteus

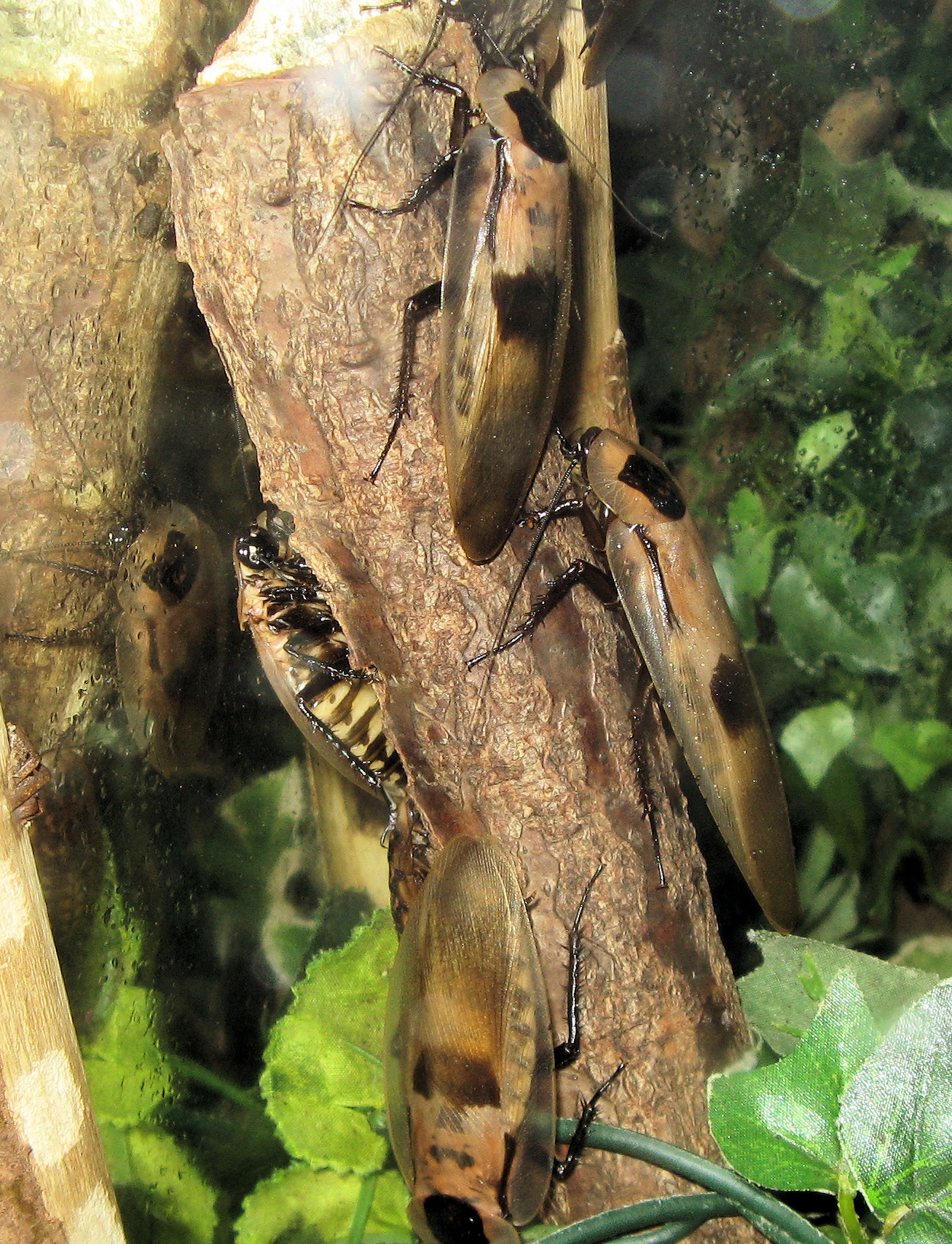
Gián khổng lồ Brasil Blaberus giganteus

Gián khổng lồ, tên khoa học Blaberus giganteus, là một trong những loài gián lớn nhất thế giới, có khả năng còn hơn con gián khổng lồ đào hang, mặc dù không phải là nặng. Chiều dài của chúng có thể đạt đến 90 mm.
Gián khổng lồ được tìm thấy trong các khu vực nhiệt đới của El Salvador, Panama, Tây Ấn và miền bắc Nam Mỹ. Chúng sinh sống trong những hang động yên tĩnh, tối tăm, ẩm ướt trong rừng nhiệt đới. Chúng cũng được bán như là vật nuôi kỳ lạ.

## Hình ảnh

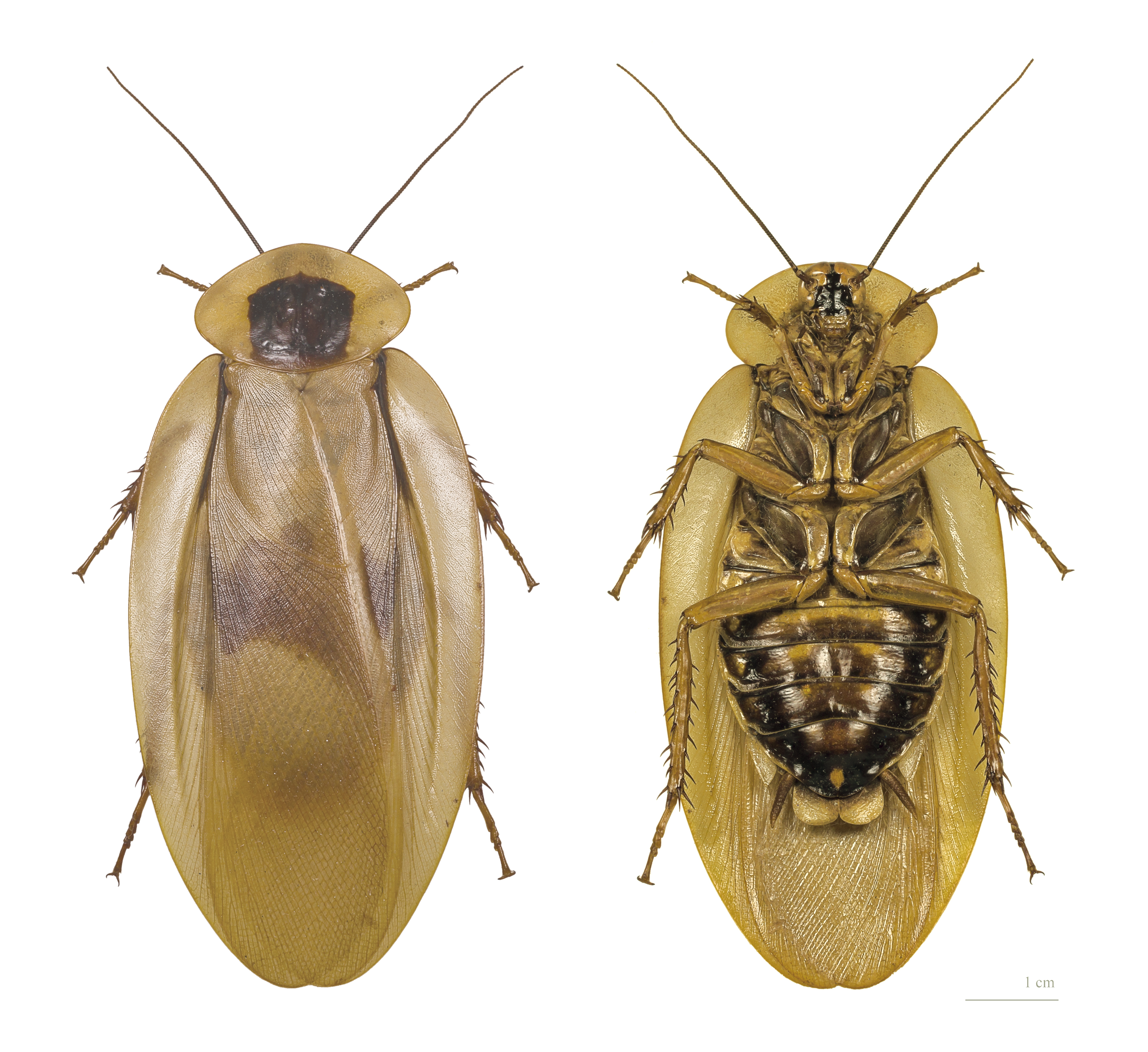
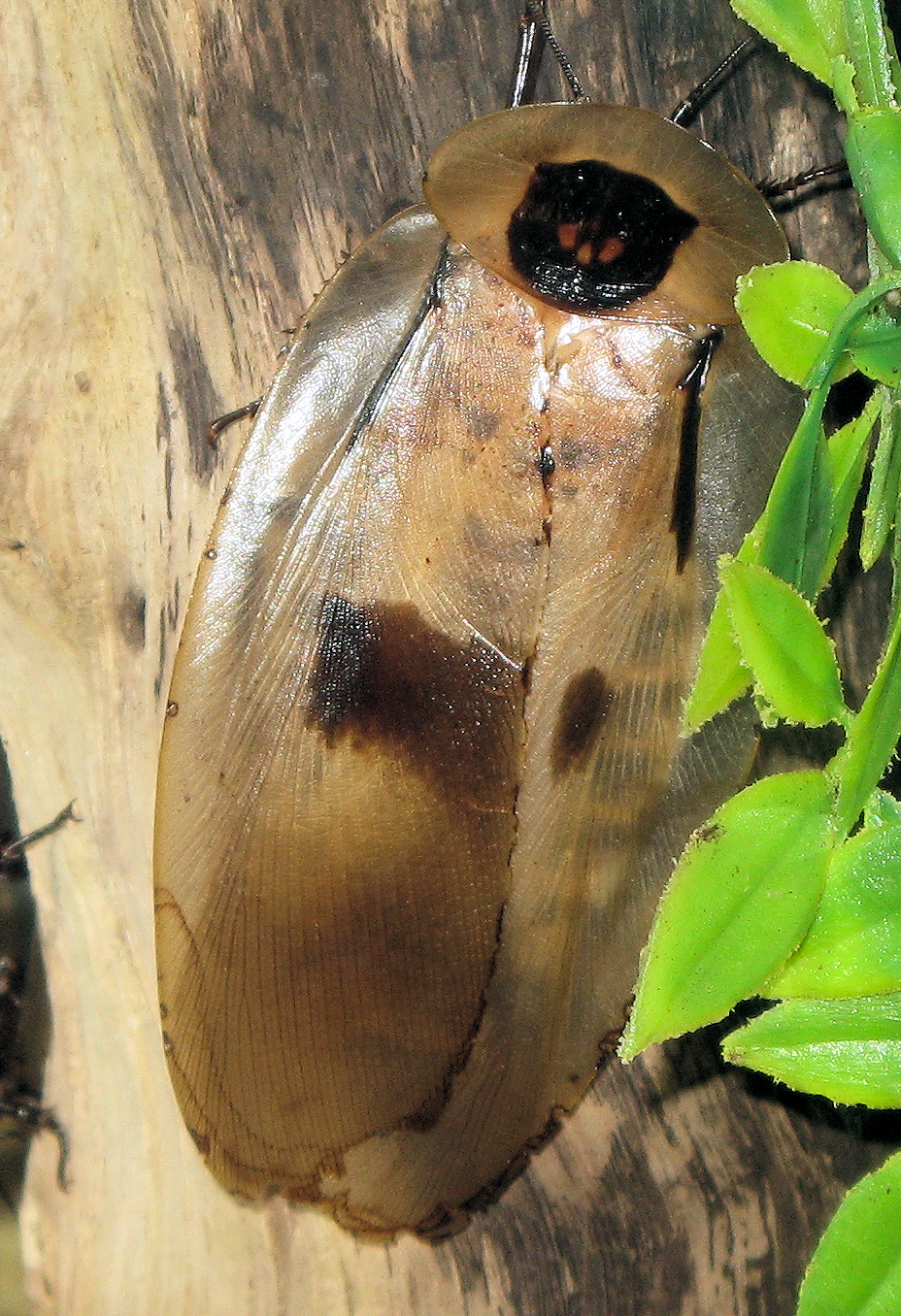
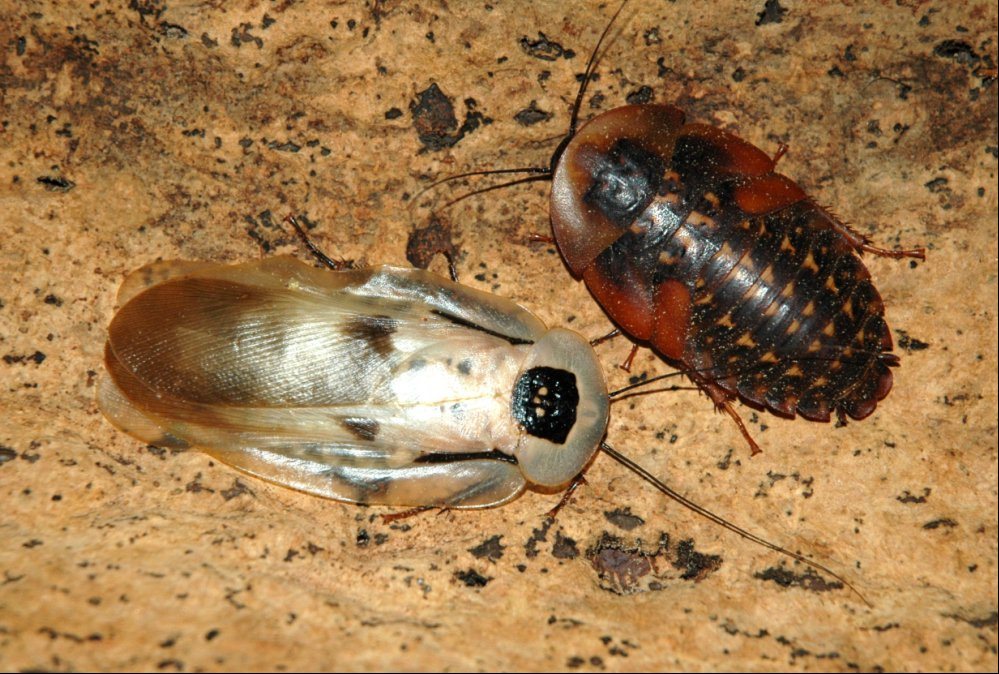
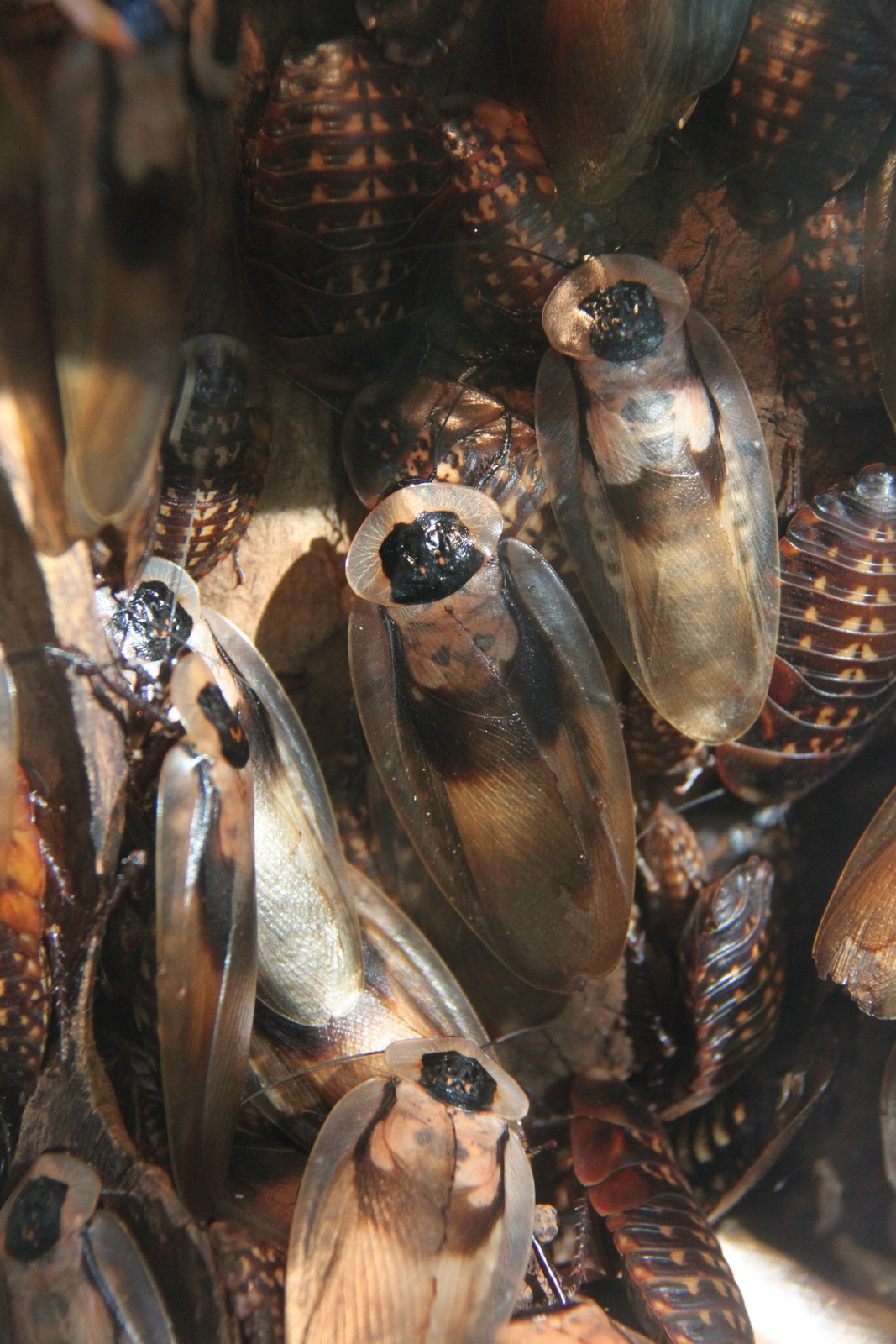